# Салтыковская волость (Бронницкий уезд)
Салтыковская волость — волость в составе Бронницкого уезда Московской губернии. Существовала до 1929 года. Центром волости было село Салтыково (в 1924—1926 годах — село Панино).
По данным 1919 года в Салтыковской волости было 27 сельсоветов: Арменевский, Васильевский, Вишняковский, Григоровский, Денжниковский, Дорский, Заворовский, Ильинский, Коробовский, Косянинский, Кочино-Горский, Лучневский, Малышевский, Меньшевский, Нестеровский, Никулинский, Ново-Степновский, Овчинкинский, Панинский, Салтыковский, Селецкий, Собанчинский, Соколовский, Толмачевский, Хлыновский, Хомьяновский, Ширяевский.
В 1923 году Арменевский с/с был присоединён к Никулинскому, Вишняковский — к Салтыковскому, Денежниковский — к Ильинскому, Дорский — к Васильевскому, Лучневский и Коробовский — к Собанчинскому, Меньшевский и Панинский — к Нестеровскому, Ново-Степановский — к Григоровскому, Толмачевский — к Заворовскому, Хлыновский и Ширяевский — к Овчинкинскому, Хомьяновский — к Соколовскому. Кочино-Горский с/с был переименован в Пушкинский.
В 1924 году Васильевский с/с был переименован в Дорский с/с, Ильинский — в Денежниковский, Соколовский — в Соколово-Хомьяновский. Никулинский с/с был присоединён к Заворовскому, а Косянинский — к Соколово-Хомьяновскому.
В 1925 году Дорский с/с был переименован в Васильевский, Григоровский — в Ново-Степановский, Денежниковский — в Ильинский, Овчинкинский — в Ширяевский, Соколово-Хомьяновский — в Соколовский.
В 1926 году Ново-Степановский с/с был переименован в Григоровский.
В 1927 году Соколовский с/с был переименован в Косякинский.
В 1929 году Григоровский с/с был переименован в Ново-Степановский, а Косякинский — в Соколовский.
В ходе реформы административно-территориального деления СССР в 1929 году Салтыковская волость была упразднена.